# Evangelische Kirche (Pohl-Göns)

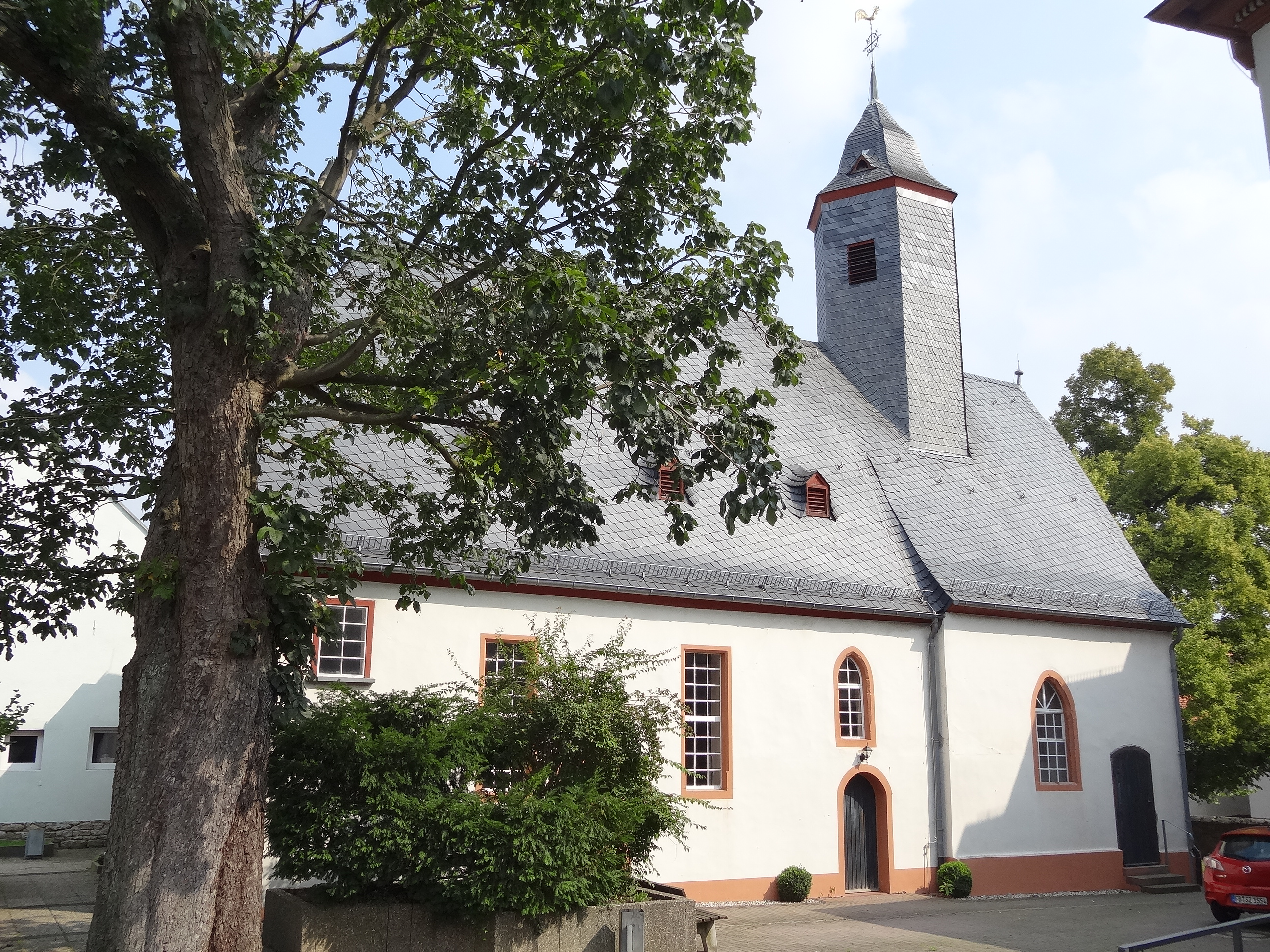
Kirche von Süden

Die Evangelische Kirche in Pohl-Göns, einem Stadtteil von Butzbach im Wetteraukreis in Mittelhessen, geht im Kern auf das 15. Jahrhundert zurück und ist im Laufe der Jahrhunderte mehrfach umgebaut worden. Die spätgotische Saalkirche prägt das Ortsbild und ist hessisches Kulturdenkmal.

## Geschichte

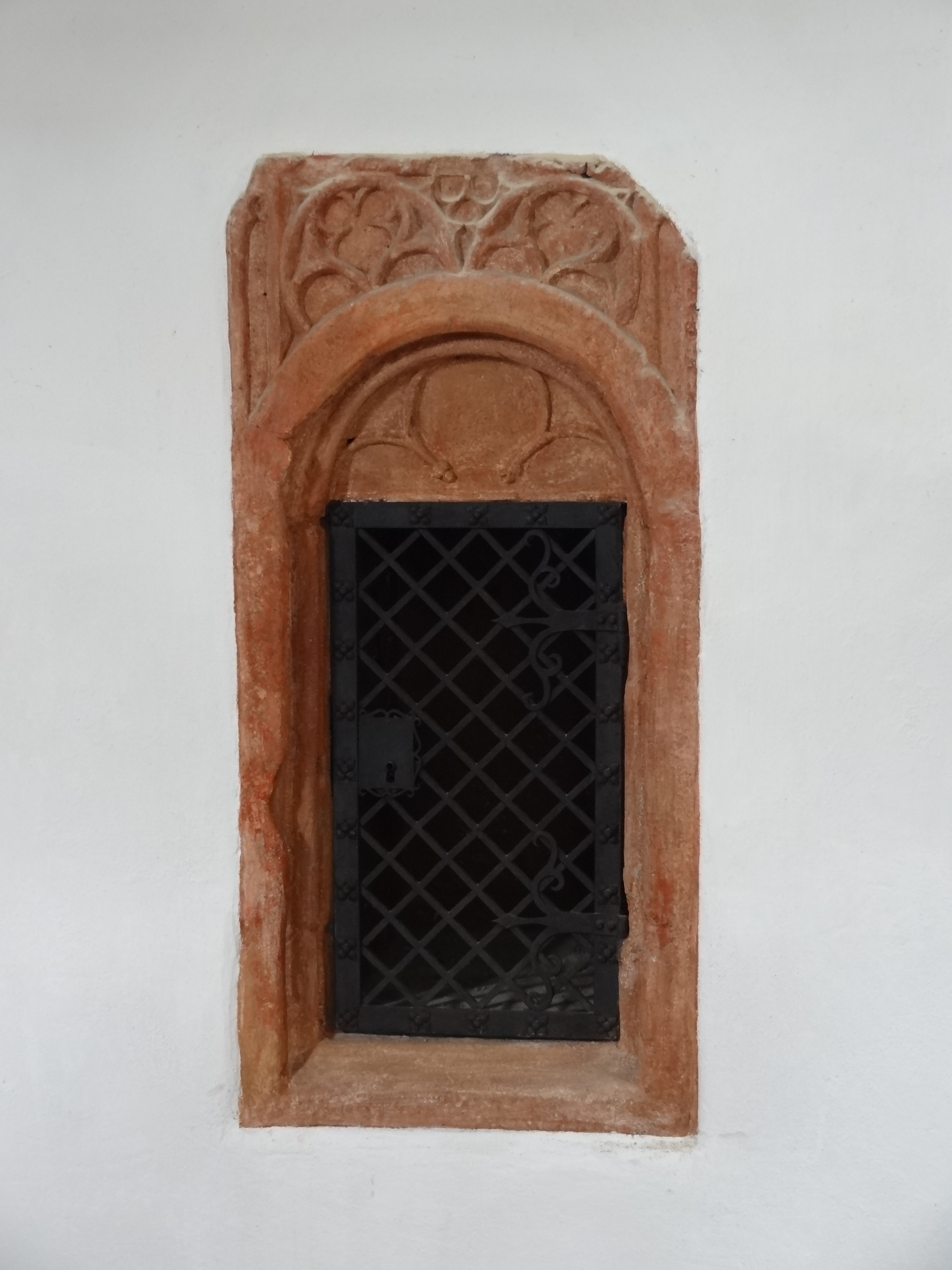
Sakramentsnische aus der Zeit des Choranbaus (um 1500)

Für das Jahr 1221 ist eine Kapelle und für 1322 eine Pfarrei nachgewiesen. Im Mittelalter gehörte die Gönser Mark kirchlich zum Dekanat Wetzlar und Archidiakonat St. Lubentius Dietkirchen im Bistum Trier. Die Pohl-Gönser Gemeinde wurde im Hochmittelalter von der Mutterkirche in Großenlinden betreut, wo auch das Sendgericht abgehalten wurde. Das im 15. Jahrhundert erbaute Gotteshaus wurde um 1500 um einen Chor erweitert. Im Zuge der Reformation wechselte Pohl-Göns 1535 zum evangelischen Bekenntnis. Erster lutherischer Pfarrer war von 1535 bis 1544 Hieronymus Laub von Wetzlar.
Vom 17. bis zum 20. Jahrhundert erfuhr die Kirche verschiedene Umbaumaßnahmen. So erfolgten 1695 eine Innenrenovierung der Kirche und der Abriss der Sakristei. Im Jahr 1738 wurden die Gewölbe im Chor und der Triumphbogen, der den Chor zum Schiff öffnete, entfernt. An der Nordseite wurden ein Fenster eingebrochen und das Ostfenster in eine Tür umgebaut, die durch eine steinerne Treppe zugänglich gemacht wurde. Zudem wurden der Altar wiederhergestellt und die Decke erneuert. Eine Innenrenovierung im Jahr 1754 umfasste die Erneuerung der Frauenstühle („Weiberstände“) und wahrscheinlich den Einbau der Empore. Im östlichen Teil der Kirche wurden zwei Fenster eingebrochen und zwei andere nach unten vergrößert. In der Ostseite wurden zwei Türen eingebrochen. Eine Außentreppe führte zur oberen Tür, die Zugang zur Männerempore gewährte. Der 1850 baufällige Westgiebel wurde abgerissen und etwas weiter westlich unter Vergrößerung der Kirche neu ausgeführt. Als sich 1860 zeigte, dass der alte Glockenstuhl den neuen Glocken von 1859 nicht gewachsen war, wurde er grundlegend erneuert und erhielt ein neues Ziffernblatt und einen neuen Wetterhahn.
Pläne ab 1838, die Kirchengemeinden Pohl-Göns und Kirch-Göns zu vereinen, wurden zunächst nicht verwirklicht. Eine erste Orgel wurde 1841 eingebaut. Im Jahr 1913 wurde im Chor eine alte Sakramentsnische entdeckt, freigelegt und mit einer neuen Eisentür verschlossen. Zwei Jahre später erhielt die Kirche elektrisches Licht. Seit 1916 teilen sich Kirch-Göns und Pohl-Göns eine Pfarrstelle. Das Schiff wurde 1927/1928 an der Nordseite um ein Seitenschiff verbreitert, das von Kirchenmaler Velte ausgemalt wurde, der auch die Malereien an den Emporenbrüstungen freilegte. Im Jahr 2013 wurden der Außenputz erneuert und mit einer Innenrenovierung begonnen. Die Kanzel wird seit 2014 von einem viereckigen Pfosten gestützt, da der Querbalken im Mauerwerk verrottet war.

## Architektur

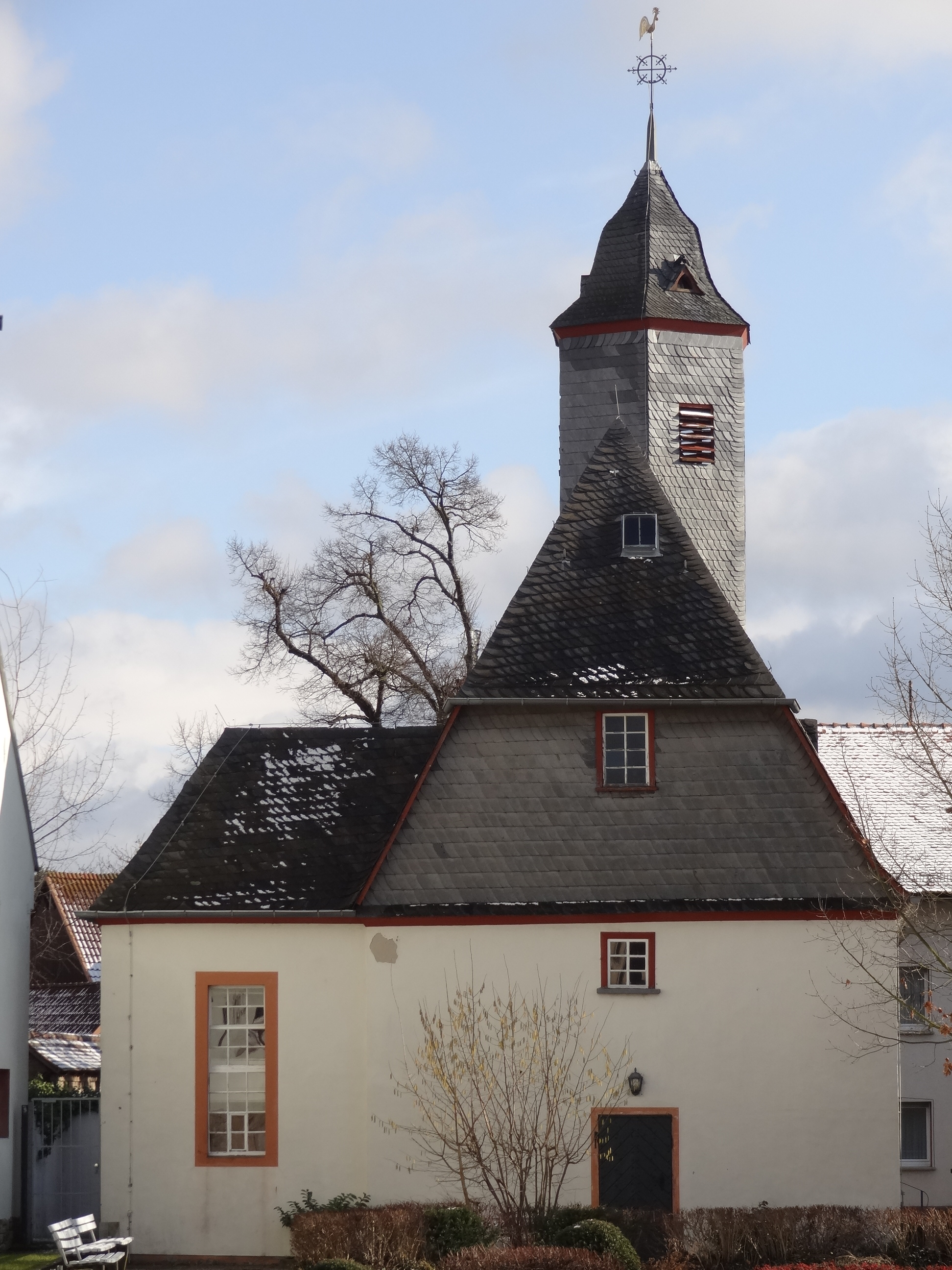
Westansicht der Kirche

Die kleine, in etwa geostete Saalkirche auf rechteckigem Grundriss im Ortszentrum wurde ursprünglich von einem Friedhof umgeben, bis 1820 am Ortsrand ein neuer Friedhof eingeweiht wurde. Das Schiff wird von einem verschieferten Walmdach bedeckt, das mit kleinen Gauben mit Giebelchen bestückt ist. Es wird durch ein rechteckiges Westportal und ein rundbogiges Portal im Osten der Südseite erschlossen. Ein weiteres Rundbogenportal im Westen der Südseite ist sekundär vermauert. Dort ist eine große Grabplatte aus rotem Sandstein aufgestellt. Der Innenraum wird durch Fenster unterschiedlicher Größe und Form belichtet. In der Mitte der Südwand sind zwei große Rechteckfenster eingelassen, westlich ein kleines hochsitzendes Rechteckfenster, über dem östlichen Südportal ein kleines, leicht spitzbogiges Fenster. Über dem Westportal befindet sich ein kleines rechteckiges Fenster und im verschieferten Giebel ein weiteres Rechteckfenster. Der nördliche Anbau hat im Norden und Westen große Rechteckfenster.
Der wenig niedrigere Rechteckchor ist etwas breiter als das Schiff. Er wird an den Langseiten durch Spitzbogenfenster mit Licht versorgt. An der Ostseite sind zwei spitzbogige Fenster eingelassen, oben ein kleines und darunter ein großes. An der Südseite befindet sich ein Portal mit Stichbogen. Der hohe, sechsseitige, vollständig verschieferte Dachreiter hat eine geschwungene Haube, die von einem schmiedeeisernen Kreuz und Wetterhahn bekrönt wird.

## Innenausstattung

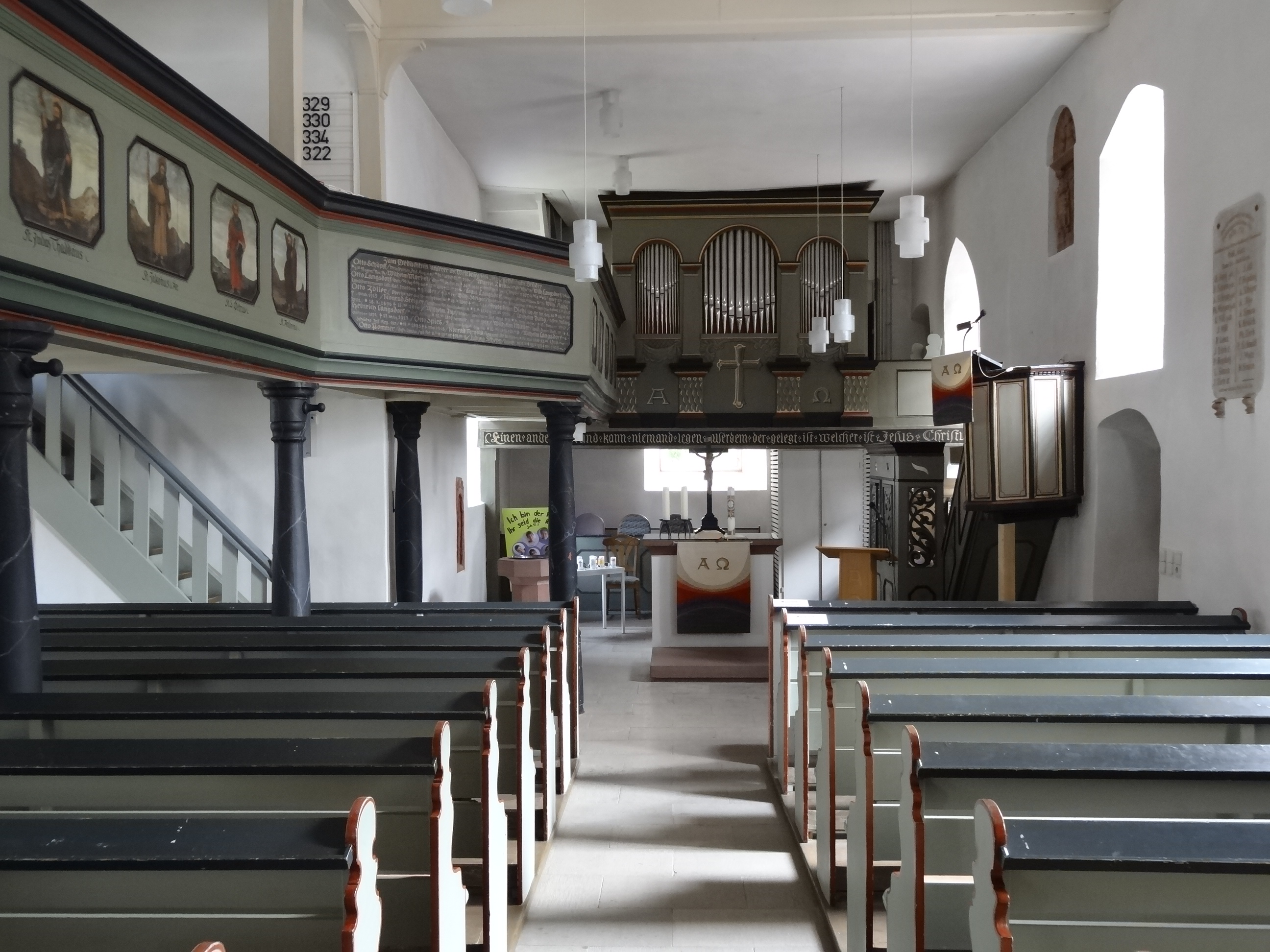
Innenraum mit Blick nach Osten

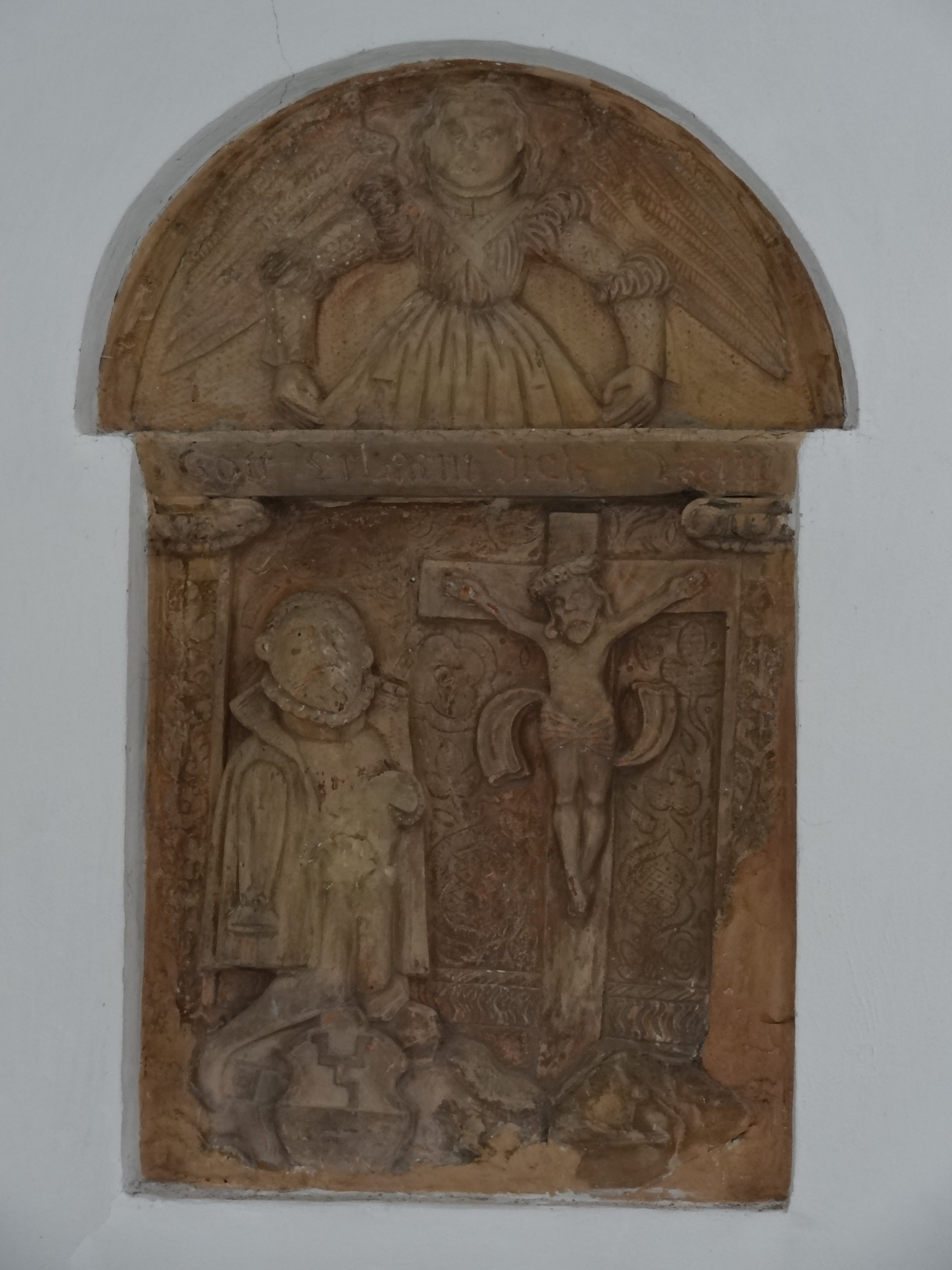
Epitaph in der Südwand

Der Innenraum wird von einer Flachdecke abgeschlossen. Eine zweiseitig umlaufende Empore aus dem 18. Jahrhundert ruht auf schwarz marmorierten, toskanischen, hölzernen Säulen, die beim Anbau an der Nordseite oben in viereckige Pfosten übergehen, die einen Längsunterzug tragen. In Höhe des Chors wird die Decke von einem Querunterzug gestützt.
In der nördlichen Chormauer ist eine Sakramentsnische mit Dreipass in einem Bogenfeld aus der Erbauungszeit des Chors um 1500 erhalten, die 1913 eine eiserne Gittertür erhielt. Ein Epitaph um 1600 stellt den Verstorbenen unter einem Kruzifix und den Erzengel Michael im Bogenfeld über dem Architrav dar.
Die Brüstungsbilder von Daniel Hisgen an der Westempore zeigen die Darstellungen der vier Evangelisten, flankiert von der Lutherrose und einem Feld für Philipp Melanchthon. An der Nordempore sind elf Apostel und Paulus zu sehen. In Höhe des Anbaus ist die Empore zurückgesetzt und wird durch ein schräges Stück, mit der Chorempore verbunden. Das Verbindungsstück hat eine Schrifttafel mit den Namen der Gefallenen im Ersten Weltkrieg. Die schlichte, hölzerne, polygonale Kanzel stammt aus der Zeit um 1800. Der angegliederte Pfarrstuhl hat im oberen Teil ein durchbrochenes hölzernes Rankenwerk und wird von einem profilierten Gesimskranz abgeschlossen. Die Brüstungsfelder am Kanzelaufgang und am unteren Teil des Pfarrstuhls zeigen Malereien aus der Mitte des 18. Jahrhunderts im Stil der Chinoiserie. Das hölzerne Kirchengestühl hat geschwungene Wangen und lässt einen Mittelgang frei. Der aufgemauerte Altar wird von einer roten Sandsteinplatte mit Schräge bedeckt, auf der ein hölzernes Kruzifix steht. Das oktogonale Taufbecken ist aus rotem Sandstein gefertigt.

## Orgel

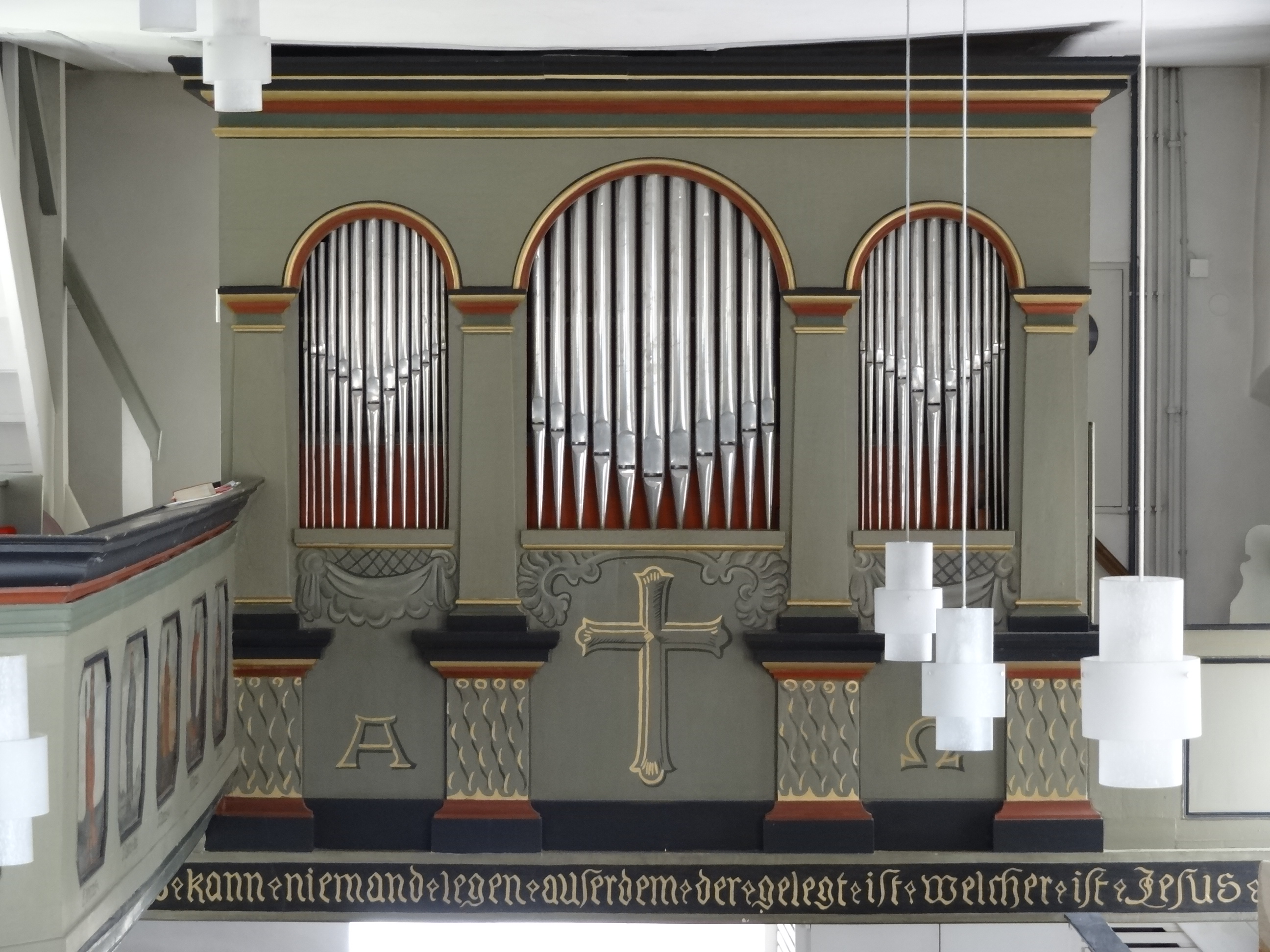
Bernhard-Orgel von 1841

Bis 1841 hatte die Kirche keine Orgel. Johann Georg Bürgy aus Gießen reichte 1840 einen Kostenvorschlag für einen Orgelneubau mit neun Registern ein, die sich auf einem Manual und Pedal verteilten. Der Neubau kam nicht mehr zustande, da Bürgy 1841 starb. Stattdessen baute Friedrich Wilhelm Bernhard aus Romrod eine seitenspielige Orgel mit zehn Registern. Vier Pilaster gliedern den querrechteckigen Prospekt, der außen zwei schmale und in der Mitte ein breiteres Rundbogenfeld aufweist. Nach Ablieferung der zinnenen Prospektpfeifen im Jahr 1917 ersetzte Förster & Nicolaus Orgelbau 1920 die verlorenen Pfeifen. Zudem wurden zwei Register ausgetauscht. Ein Umbau nach dem Zweiten Weltkrieg veränderte die Disposition tiefgreifend. Gerald Woehl stellte 1981/1982 bei einer Restaurierung die ursprüngliche Disposition wieder her, die wie folgt lautet:
| Manual C–f3 |       |
| Gedackt     | 8′    |
| Flöte       | 8′    |
| Gamba       | 8′    |
| Prinzipal   | 4′    |
| Gedackt     | 4′    |
| Quinte      | 2 ⁄3′ |
| Flageolette | 2′    |
| Mixtur      |       |

| Pedal C–c1 |     |
| Subbass    | 16′ |
| Violonbass | 16′ |

- Koppeln: I/P

## Geläut

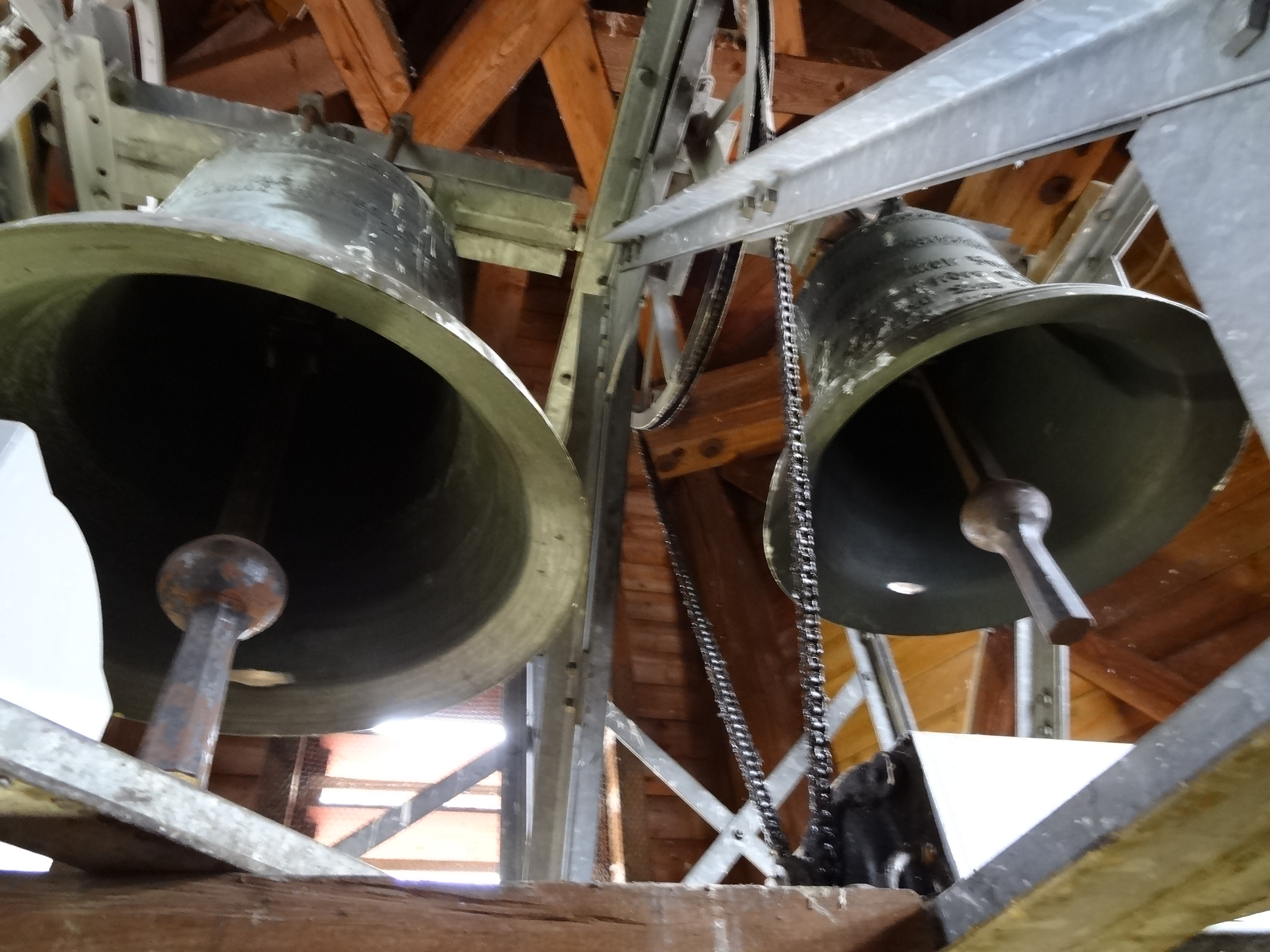
Glocken von 1950 und 1922

Die beiden größeren Glocken wurden am 7. September 1859 abgehängt, nachdem die kleine Vaterunserglocke schon vorher zerbrochen war. Die größere Glocke war 1511 von dem Butzbacher Bürger Ludwig Calvert (oder Calvort) geschaffen worden. Friedrich Otto aus Gießen goss zwei neue Glocken mit Inschriften, die am 13. September aufgehängt wurden. Die größere Glocke trug Inschriften mit dem Bibelvers aus Lk 2,14  und den Namen von Pfarrer, Bürgermeister und den Glockengießern, die kleinere Inschriften mit denselben Namen und den Worten „Wachet und betet“ (Mt 26,41 ). Nachdem 1917 die Glocken für die Kriegsindustrie abgeliefert werden mussten, ließ die Gemeinde 1922 drei neue Glocken gießen und dabei eine von 1450 stammende Glocke einschmelzen. Die beiden 1942 konfiszierten Glocken wurden 1950 durch zwei neue von Friedrich Wilhelm Schilling (gis1, 338 kg und h1, 207 kg) ersetzt.